# Dahme (Brandenburg)
 For alternative betydninger, se Dahme. (Se også artikler, som begynder med Dahme)
Dahme (eller Dahme/Mark) er en by i LandkreisTeltow-Fläming i den tyske delstat Brandenburg. Den ligger ved floden Dahme, 30 km sydøst for Luckenwalde, og 38 km vest for Lübbenau.
- Wikimedia Commons har flere filer relateret til Dahme (Brandenburg)